# 「きらら」文学賞
「きらら」文学賞（きららぶんがくしょう）は、小学館が主催していた公募の新人文学賞。小学館の月刊文芸誌『きらら』誌上で募集された。対象は未発表の長編小説。ジャンルは不問。枚数は400字詰め原稿用紙換算で300枚以上800枚まで。選考は「きらら」編集部が行う。締切は設定されておらず、原稿を随時受け付けていた。

## 受賞作一覧
特記以外、初刊は小学館、文庫は小学館文庫刊。
| 回（年）        | 賞     | 受賞・入選作               | 著者       | 初刊       | 文庫化     |
| --------------- | ------ | -------------------------- | ---------- | ---------- | ---------- |
| 第1回（2006年） | 受賞   | 「ア・ハッピーファミリー」 | 黒野伸一   | 2006年5月  | 2008年10月 |
| 第2回（2008年） | 受賞   | 「ヒデブー」               | 斧田のびる | 2008年2月  |            |
| 第3回（2009年） | 受賞   | 「コンディション・ブルー」 | 瀧上耕     | 2012年8月  | 2016年5月  |
| 第3回（2009年） | 優秀作 | 「ひなた屋ドーナツ」       | 井上佳穂   |            |            |
| 第4回（2009年） | 受賞   | 該当作なし                 | 該当作なし | 該当作なし | 該当作なし |
| 第5回（2010年） | 受賞   | 該当作なし                 | 該当作なし | 該当作なし | 該当作なし |
| 第6回（2011年） | 受賞   | 該当作なし                 | 該当作なし | 該当作なし | 該当作なし |
| 第7回（2013年） | 受賞   | 該当作なし                 | 該当作なし | 該当作なし | 該当作なし |
| 第7回（2013年） | 優秀作 | 「月が飛ぶ」               | 来栖颯太郎 |            |            |

## 「きらら」携帯メール小説大賞
小学館の月刊文芸誌『きらら』で、創刊から5年にわたって続けられた賞。2009年4月20日締め切りの第60回をもって募集終了となった。第59回（2009年3月20日締切）までに寄せられた作品は計21769編。
ジャンルは問わず、字数500から1000の掌編小説を募集していた。毎月締め切りがあり、応募は1か月につき1人1作品までとされた。選考委員は、佐藤正午、盛田隆二、および「きらら」編集部が務めた。
発表は翌月の『きらら』および『WEBきらら』で行われた。月間賞として、毎月の当選作には賞金3万円､佳作10編に1000円分の図書カードが贈られた。また、大賞として1年間の月間賞の中からグランプリが選出され、賞金10万円と記念品が贈られた。
グランプリ受賞者には、のちにメディアファクトリー主催のダ・ヴィンチ文学賞を受賞する瀧羽麻子らがいた。
初期の作品は、以下の書籍に一部がまとめられている。
- 佐藤正午、盛田隆二、「きらら」編集部 選 『携帯メール小説』（2006年8月、小学館、ISBN 978-4093861717）